# 莲开净寺
莲开净寺，又称“莲社庵”，位于广东韶关南雄市的一座佛教寺院，尼众道场。

## 简介
该寺由念纯祖师创建于明朝，后经过历代修复，最近一次为本焕法师率众修建。